# 500-väljare

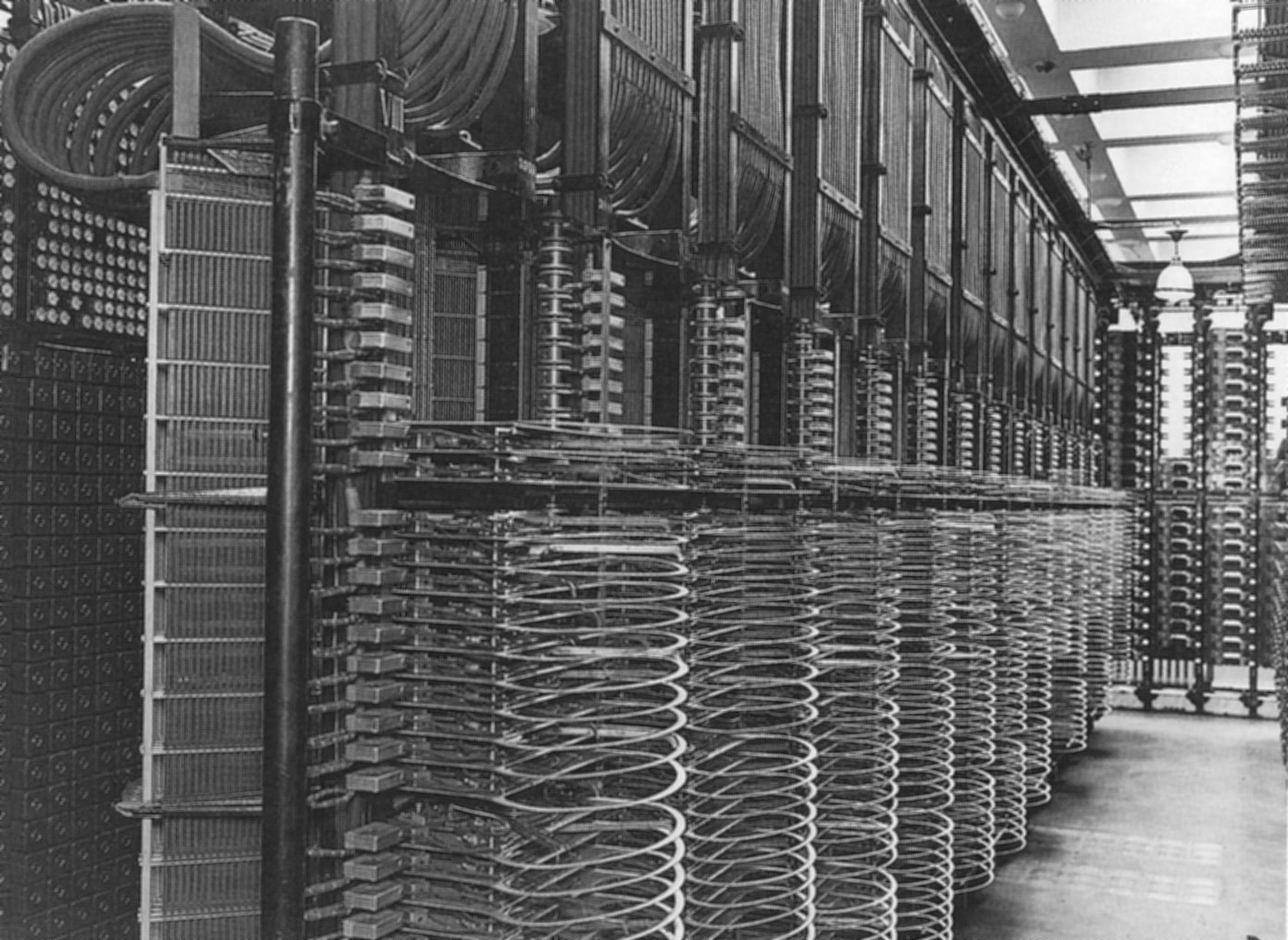
Automatstationen "Norra Vasa"

500-väljaren var en mekanisk väljare för telefonväxlar, konstruerad av Knut Kåell på LM Ericsson 1919, men byggde även på vissa idéer från ett patent av Axel Hultman från Telegrafverket som Martin Löfgren och Sigurd Johanson hade arbetat på inom Ericsson. 500-väljaren använder 25 multipelmattor med vardera 21 "djuplägen" med tre kontakttrådar i varje läge. Varje väljartallrik drivs av en gemensam motor i varje stativrad. Drivningen sker genom kugghjul som med hjälp av elektromagneter kopplas samman.
Den första telefonväxeln i Sverige med 500-väljare som togs i bruk var Norra Vasa på Norrtullsgatan 47 i Stockholm. Den togs i provdrift 2 augusti 1923 och ersattes av en AXE-station den 31 maj 1985. En anläggning i Rotterdam var dock i drift redan 1923.